# Хулио Енсисо
Хулио Сесар Енсисо Еспинола (шп. Julio César Enciso Espínola; Кагвазу, 23. јануар 2004) је парагвајски фудбалер који тренутно наступа за Брајтон и Хоув албион. Игра на позицији нападача.

## Успеси
Либертад
- Прва лига Парагваја  (2) : 2021. Апертура,[6] 2022. Апертура[7]

Појединачни
- Гол сезоне према BBC : 2022/23.[8]
- Гол сезоне у Премијер лиги: 2022/23.[9]
- Признања Вољени син и спорстки амбасадор Кагвазуа и Изванредни спортиста Кагвазуа од општине Кагвазу: 2023.[10]